# 遊佐町立吹浦小学校
遊佐町立吹浦小学校（ゆざちょうりつ ふくらしょうがっこう）は、山形県飽海郡遊佐町に所在した公立小学校。

## 沿革
- 1874年（明治7年） - 吹浦学校として開校[1]
- 1941年（昭和16年）4月 - 吹浦国民学校に改称
- 1947年（昭和22年）4月 - 新学制公布により吹浦村立吹浦小学校に改称
- 1954年（昭和29年）8月 - 合併により遊佐町立吹浦小学校に改称
- 2007年（平成19年） - 現在地に移転
- 2023年（令和5年）3月31日 - 遊佐町内5小学校が統合して、新設の遊佐町立遊佐小学校が開校するため、閉校。

## 通学区域
- 吹浦、直世の一部（箕輪部落、落伏部落のみ）、菅里の一部（西浜部落のみ）[3]

## 卒業後の進路
- 遊佐町立遊佐中学校[3]